# Yua thomsonii
Yua thomsonii ist eine Art aus der Familie der Weinrebengewächse (Vitaceae).

## Beschreibung
Kleine Zweige sind bräunlich und im Querschnitt länglich rund. Junge Zweige sind leicht gefurcht. Die Blätter sind papierartig und handförmig fünfteilig gefiedert. Der Blattstiel ist 2,5 bis 6 Zentimeter lang. Die Blättchen sind 2,5 bis 7 × 1,5 bis 3 Zentimeter groß und lanzettlich oder verkehrteiförmig-lanzettlich. Ihre Unterseite ist bereift und manchmal sind die Blattadern hier flaumig behaart. Die Blattadern sind auffällig aber nicht hervorstehend. Es sind 4 bis 6 Paare seitliche Blattadern vorhanden. Der Blattgrund ist keilförmig. Der Blattrand besitzt je Seite 4 bis 7 feine, scharfe Zähne. Die Blattspitze ist zugespitzt oder länglich zugespitzt. Die meist 5, seltener 4 Kronblätter sind 3 bis 3,5 Millimeter groß. Es sind meist 5, seltener 4 Staubblätter vorhanden. Die Staubfäden sind ungefähr 2,5 Millimeter groß. Die Staubbeutel sind ungefähr 1,5 Millimeter groß und elliptisch. Der Stempel ist ungefähr 3 Millimeter groß. Die Griffel sind schlank. Die Beeren sind im Durchmesser 1 bis 1,3 Zentimeter groß und schwarz-violett. Die Samen sind 5 bis 6 × ungefähr 4 Millimeter groß. Ihre Spitze ist leicht abgerundet.
Die Art blüht von April bis Juni und fruchtet von Juli bis Oktober.

## Vorkommen
Die Art kommt in China, Indien und Nepal vor. Sie wächst in Hangwäldern, an Bäumen, an Hängen und in Tälern sowie an gestörten Standorten in Höhenlagen von 200 bis 2700 Meter.

## Systematik
Die Art wurde von 1875 Marmaduke Alexander Lawson als Vitis thomsonii erstbeschrieben. 1990 stellt Chao Luang Li sie als Yua thomsonii in die Gattung Yua. Es werden 2 Varietäten unterschieden:
- Yua thomsonii var. thomsonii: Kleine Zweige, Blattstiele, Blattoberseite, Blütenstandsachse, Blütenstiel und Kronblätter sind unbehaart. Die Blattunterseite ist unbehaart oder auf den Blattadern dünn flaumig. Die Varietät blüht von Mai bis Juni und fruchtet von Juli bis September. Sie kommt in Indien, Nepal und China (Anhui, südwestliches Fujian, Guangxi, südöstliches Guizhou, Hubei, Hunan, Jiangsu, Jiangxi, südöstliches Sichuan, Taiwan und Zhejiang) in Hangwäldern in Höhenlagen von 200 bis 1300 Meter vor.

- Yua thomsonii var. glaucescens (Diels & Gilg) C.L.Li: Bei dieser Varietät ist mindestens an den Blattadern der Blattunterseite eine Behaarung vorhanden. Yua thomsonii var. glaucescens blüht von April bis Juni und fruchtet von August bis Oktober. Die Varietät kommt in China in den Provinzen Guizhou, Henan, Hubei, Sichuan und Yunnan an Hängen und in Tälern in Höhenlagen von 1700 bis 2700 Meter vor.

## Belege
- Zhiduan Chen & Jun Wen: Yua. In: Flora of China Vol. 12 Vitaceae (online)